# Eric Frenzel
Eric Frenzel (* 21. listopadu 1988 Annaberg-Buchholz) je německý reprezentant v severské kombinaci. Pod vedením svého otce začal s lyžováním ve dvou letech a v šesti letech si vyzkoušel první skoky. Je odchovancem klubu SSV Geyer. V současnosti je jeho klubem WSC Erzgebirge Oberwiesenthal.

## Kariéra
Eric Frenzel je juniorským mistrem světa (individuální závod) a stříbrným medailistou ze soutěže týmů z roku 2007, kdy se MSJ konalo v italském Tarvisiu.

### Světový pohár
První start ve světovém poháru si připsal 13. ledna 2007 v Lago di Tesero (Itálie). Celkově má na svém kontě 189 individuálních startů, z toho 75 individuálních pódiových umístění a 43 individuálních vítězství.
Celkové hodnocení světového poháru vyhrál 5x za sebou, v letech 2013 – 2017.

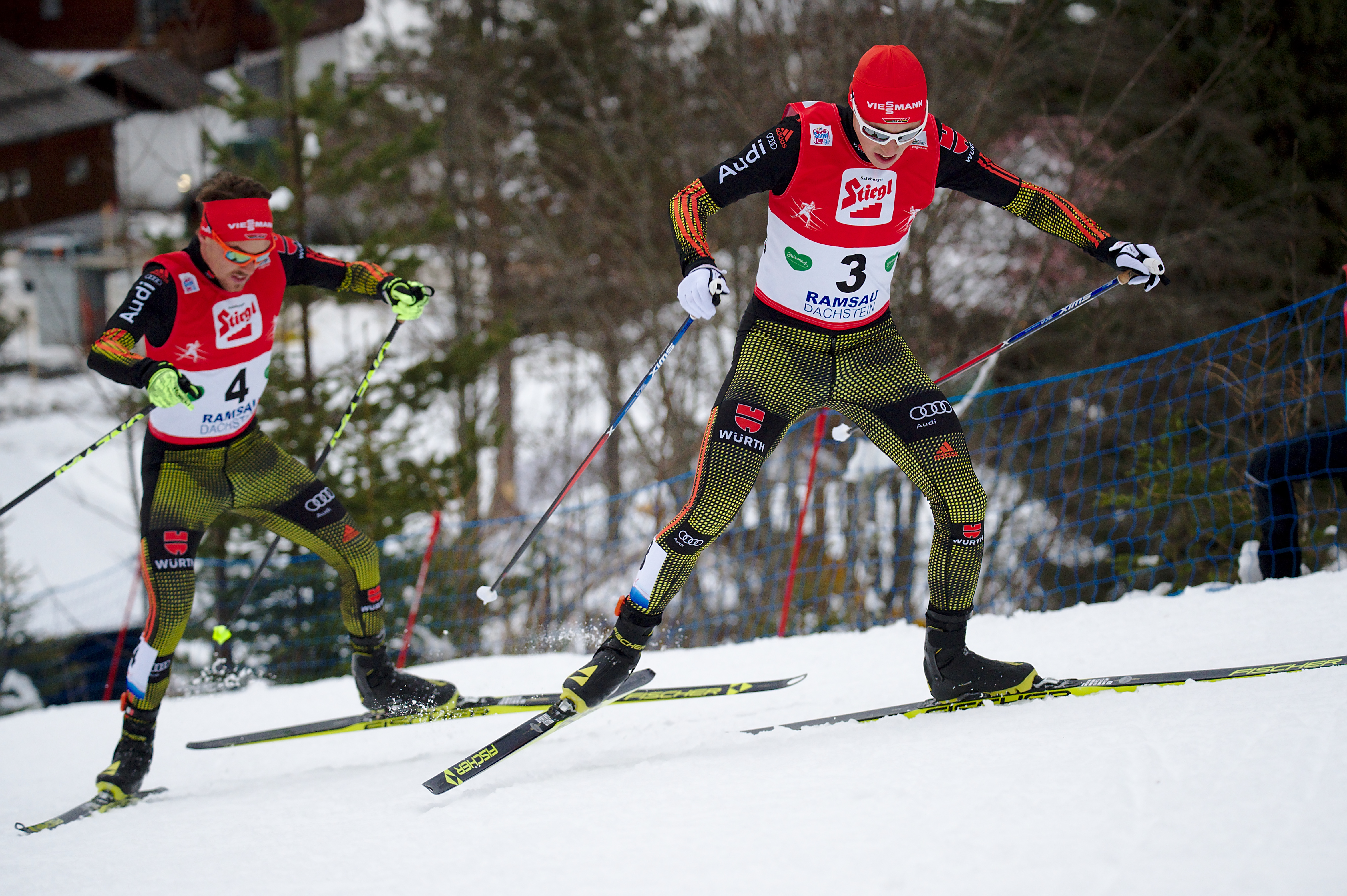

| Datum        | Místo               | Disciplína                           |
| ------------ | ------------------- | ------------------------------------ |
| 20. 1. 2008  | Klingenthal         | HS 140 / 10 km (s hromadným startem) |
| 30. 1. 2010  | Seefeld             | HS 100 / 10 km Gundersen             |
| 4. 12. 2011  | Lillehammer         | HS 138 / 10 km Penalty Race          |
| 19. 1. 2013  | Seefeld             | HS 109 / 10 km Gun.                  |
| 20. 1. 2013  | Seefeld             | HS 109 / 10 km Gun.                  |
| 26. 1. 2013  | Klingenthal         | HS 140 / 10 km Gun.                  |
| 27. 1. 2013  | Klingenthal         | HS 140 / 10 km Penalty Race          |
| 8. 3. 2013   | Lahti               | HS 130 / 10 km Gun.                  |
| 15. 3. 2013  | Oslo                | HS 134 / 10 km Gun.                  |
| 30. 11. 2013 | Kuusamo             | HS 142 / 10 km Gun.                  |
| 8. 12. 2013  | Lillehammer         | HS 138 / 10 km Gun.                  |
| 15. 12. 2013 | Ramsau am Dachstein | HS 98/ 10 km Gun.                    |
| 17. 1. 2014  | Seefeld             | HS 109 / 5 km Gun.                   |
| 18. 1. 2014  | Seefeld             | HS 109 / 10 km Gun.                  |
| 19. 1. 2014  | Seefeld             | HS 109 / 15 km Gun.                  |
| 26. 1. 2014  | Oberstdorf          | HS 137 / 10 km Gun.                  |
| 6. 12. 2014  | Lillehammer         | HS 138 / 10 km Gun.                  |
| 10. 1. 2015  | Chaux-Neuve         | HS 118 / 10 km Gun.                  |
| 16. 1: 2015  | Seefeld             | HS 109 / 5 km Gun.                   |
| 17. 1. 2015  | Seefeld             | HS 109 / 10 km Gun.                  |
| 18. 1. 2015  | Seefeld             | HS 109 / 15 km Gun.                  |
| 23. 1. 2015  | Sapporo             | HS 134 / 10 km Gun.                  |
| 24. 1. 2015  | Sapporo             | HS 134 / 10 km Gun.                  |
| 20. 12. 2015 | Ramsau am Dachstein | HS 98 / 10 km Gun.                   |
| 23. 1. 2016  | Chaux-Neuve         | HS 118 / 10 km Gun.                  |
| 29. 1. 2016  | Seefeld             | HS 109 / 5 km Gun.                   |
| 30. 1. 2016  | Seefeld             | HS 109 /10 km Gun.                   |
| 31. 1. 2016  | Seefeld             | HS 109 / 10 km Gun.                  |
| 10. 2. 2016  | Trondheim           | HS 140 / 10 km Gun.                  |
| 19. 2. 2016  | Lahti               | HS 130 / 10 km Gun.                  |
| 5. 3. 2016   | Schonach            | HS 106 / 10 km Gun.                  |
| 3. 12. 2016  | Lillehammer         | HS 100 / 10 km Gun.                  |
| 4. 12. 2016  | Lillehammer         | HS 138 / 10 km Gun.                  |
| 18. 12. 2016 | Ramsau              | HS 98 / 10 km Gun.                   |
| 7. 1. 2017   | Lahti               | HS 130 / 10 km Gun.                  |
| 13. 1. 2017  | Val di Fiemme       | HS 134 / 10 km Gun.                  |
| 15. 1. 2017  | Val di Fiemme       | HS 134 / 10 km Gun.                  |
| 29. 1. 2017  | Seefeld             | HS 109 / 15 km Gun.                  |
| 15. 3. 2017  | Trondheim           | HS 140 / 10 km Gun.                  |
| 18. 3. 2017  | Schonach            | HS 106 / 10 km Gun.                  |
| 19. 3. 2017  | Schonach            | HS 106 / 10 km Gun.                  |
| 16. 12. 2017 | Ramsau am Dachstein | HS 96 / 10 km Gun.                   |
| 13. 3. 2018  | Trondheim           | HS 140 / 10 km Gun.                  |

### Mistrovství světa
Na mistrovstvích světa si připsal 13 individuálních startů (s medailovou bilancí 2 – 1 – 1) a 9 týmových (s bilancí 3 – 4 – 1).

### Olympijské hry
Zúčastnil se 3 Olympijských her, kde nastoupil celkem k 6 individuálním (s bilancí 2 – 0 – 1) a 3 týmovým (1 – 1 – 1) závodům. Na olympiádě v Pchjongčchangu 2018 nesl při zahajovacím ceremoniálu německou vlajku.

## Osobní život
Je ženatý a má 2 syny.